# Glorious Day (Living He Loved Me)
«Glorious Day (Living He Loved Me)» — песня американской группы христианского рока Casting Crowns, вышедшая 7 января 2011 года на лейбле Beach Street Records  из четвёртого студийного альбома Until the Whole World Hears (2005). Музыка песни создана Марком Холлом вместе с группой и спродюсирована Марком А. Миллером. Но, хотя музыка и была написана группой, текст песни взят из гимна «One Day», написанного в 1910 году евангелистом Джоном Уилбуром Чепменом (1859—1918) во время второй летней конференции ассамблеи Stony Brook Assembly в Стоуни Брук, штат Нью-Йорк. Мелодия для слов песни была создана Майклом Бликкером в церкви The Village Church в Флауэр Маунд, штат Техас. Сингл был успешен на христианском радио, достигнув первого места в чартах Hot Christian Songs (в общей сложности девять недель подряд), Soft AC/Inspirational и Christian AC. Песня также достигла определенных успехов в светских чартах, заняв свою лучшую позицию на № 2 в чарте Bubbling Under Hot 100 Singles.
Песня «Glorious Day (Living He Loved Me)» также вошла в альбом-компиляцию лучших христианских песен WOW Hits 2012.

## Чарты
| Чарт (2011)                                    | Высшая позиция |
| ---------------------------------------------- | -------------- |
| США (Billboard Bubbling Under Hot 100 Singles) | 2              |
| США (Billboard Christian Songs)                | 1              |
| США Soft AC/Inspirational (Billboard)          | 1              |
| США Christian AC (Billboard)                   | 1              |

| Чарт (2011)                     | Позиция |
| ------------------------------- | ------- |
| США Christian Songs (Billboard) | 2       |
| США Christian AC (Billboard)    | 1       |

| Chart (2010s)                   | Position |
| ------------------------------- | -------- |
| США Christian Songs (Billboard) | 33       |

## Сертификации
| Регион                                                                      | Сертификация | Продажи   |
| --------------------------------------------------------------------------- | ------------ | --------- |
| США (RIAA)                                                                  | Платиновый   | 1 000 000 |
| Данные о продажах + прослушиваниях приведены только на основе сертификации. |              |           |